# Andrej Pazin
Andrej Sergeevič Pazin (in russo Андрей Серге́евич Пазин?; Brjansk, 20 gennaio 1986) è un calciatore russo, centrocampista del Kolomna.

## Carriera

### Club
Ha giocato nella prima divisione russa.

### Nazionale
Ha giocato nella nazionale russa Under-18.